# 반스카슈티아브니차

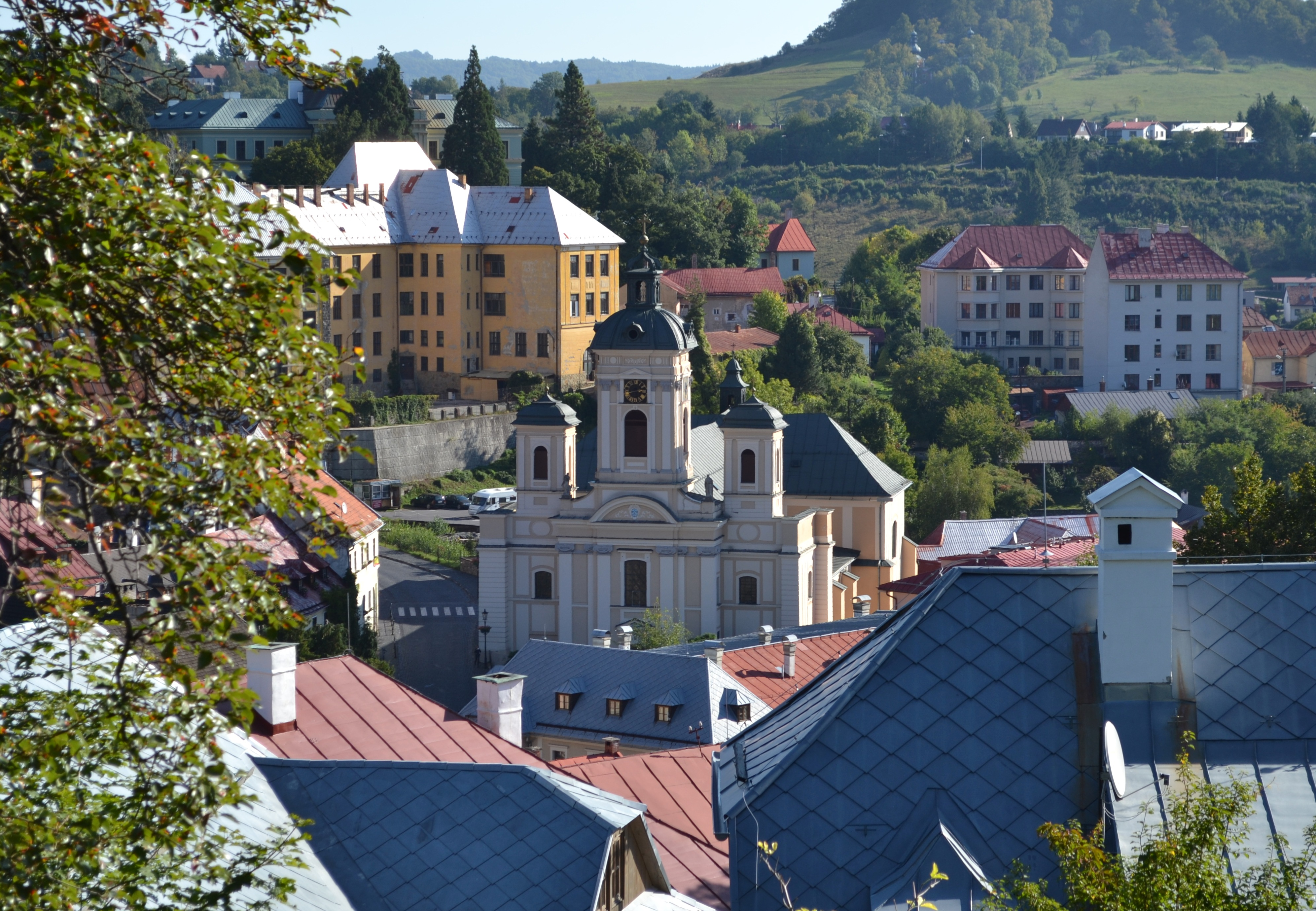
반스카슈티아브니차 편집하기

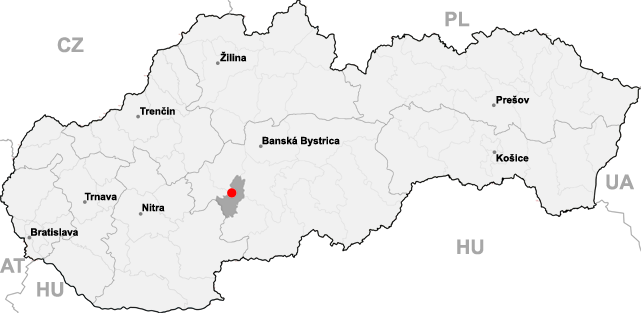
반스카슈티아브니차의 위치

반스카슈티아프니차(슬로바키아어: Banská Štiavnica, 헝가리어: Selmecbánya 셸메츠바녀[*], 독일어: Schemnitz 솀니츠[*])는 슬로바키아에서 오래된 광산도시이다. 2002년에 인구는 1만600명이다. 1993년에는 유네스코의 세계문화유산으로 지정되었다.
중세에는 헝가리 왕국의 도시였다. 이곳은 원래부터 금, 은이 채굴되는 곳이었다. 그 이유로 이곳에 광산촌이 형성되었다. 14세기에 일어난 지진이나 오스만 제국과의 전쟁으로 이 도시는 황폐화되었지만 나중에는 다시 부흥했다.
1762년에는 마리아 테레지아가 이곳에서 광산 학교를 세웠다. 이 도시는 18세기 중반까지 광업이 발달했다. 1782년에는 4만 명이 이곳에 거주했는데 헝가리왕국에서는 3번째로 큰 도시가 되었다.
19세기 말부터는 광업이 쇠퇴했다. 제1차 세계대전 체코슬로바키아가 오스트리아-헝가리로부터 분리되면서, 이곳의 광산 학교는 헝가리의 쇼프론으로 옮겼다.

## 유명인
- 요제프 카롤 헬
- 막시밀리안 헬
- 데조 호프만
- 안드레이 크메티
- 류도비트 라치니
- 사무엘 미코비니
- 알렉산데르 피투크
- 마그다 바샤료바

## 같이 보기
- 세니차